# Ionopsis

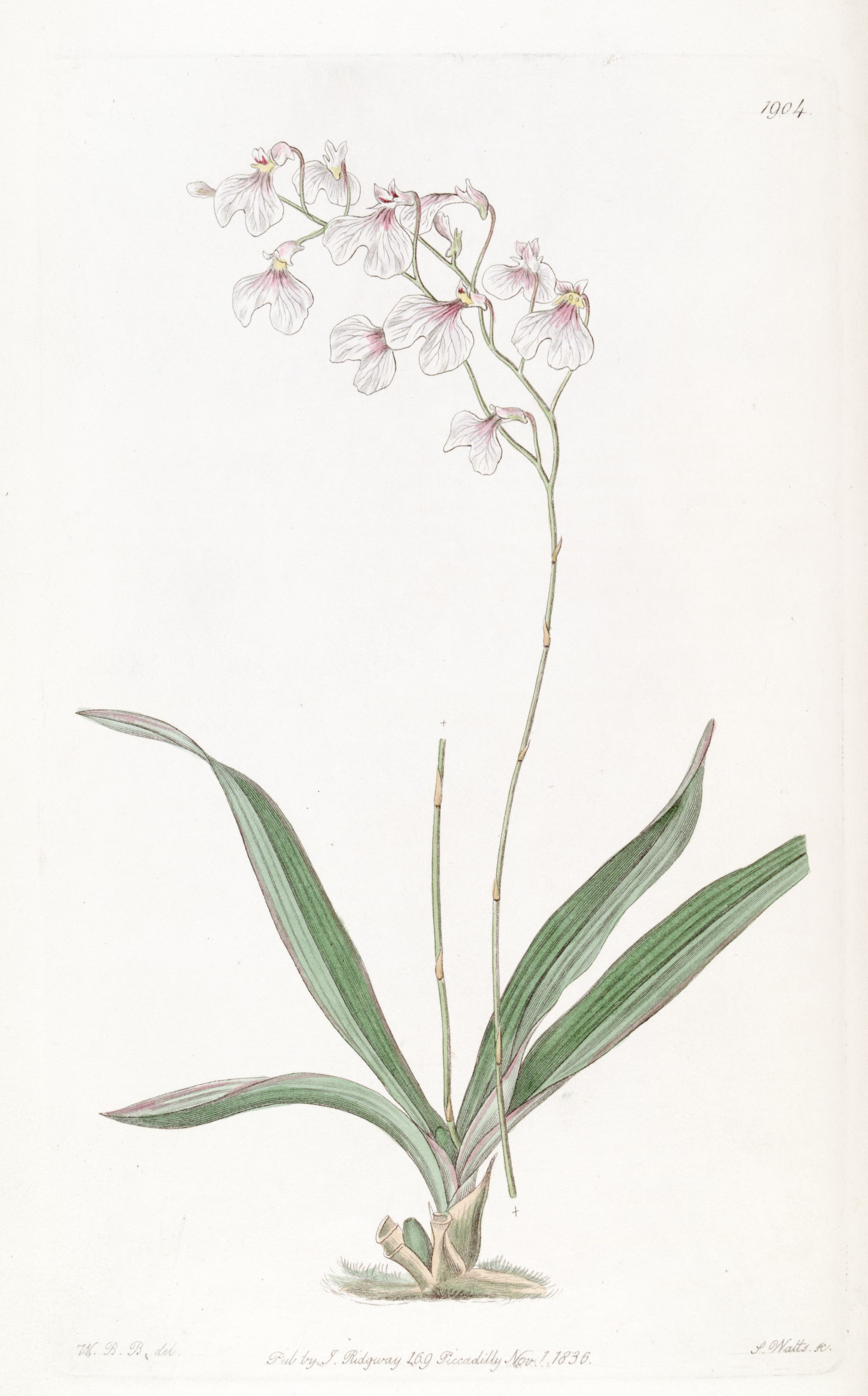
Ionopsis utriculrioides

Ionopsis es un género con seis especies de orquídeas epifitas, originarias de América. 

## Descripción
Algunas de las especies de este género puede ser fácilmente reconocida por producir panículas de flores de color lila enormes en comparación con el tamaño de la planta.
Su pequeño pseudobulbo, que tiene una sola hoja espesa o cilíndrica que está protegida por vainas de hojas coriáceas. De la axila de las vainas surge  la inflorescencia, erecta o arqueada, paniculada con pocas o muchas flores. Las flores, blancas o rosáceas tienen los sépalos unidos en la base, los labios son muy grandes en relación con otros segmentos, y  ligeramente bilobulados en el final. La columna presenta una extensión  podiforme y dos polinias.

## Distribución
Ionopsis incluye seis diminutas epífitas epifitas de crecimiento cespitoso, se encuentra distribuido en el sur de la Florida y las Indias Occidentales hasta Paraguay, tres de ellas registradas en Brasil. Muy dispersas a ochocientos metros de altitud en Brasil se puede encontrar alojamiento en naranjales, pitangueiras, guayabas y en las plantaciones de café.

## Evolución, filogenia y taxonomía
Se propuso por Kunth en Nova Genera et Species Plantarum (quarto ed.) 1: 348, t. 83 en 1815, para describir la Ionopsis pulchella Kunth, que es la especie tipo.  

## Etimología
El nombre del género se refiere a sus flores lilas a las que se asemejan.

## Especies
- Ionopsis burchellii  Rchb.f. (1876)
- Ionopsis minutiflora (Dodson & N.Williams) Pupulin (1998)
- Ionopsis papillosa Pupulin (1998)
- Ionopsis satyrioides  (Sw.) Rchb.f.  (1863)
- Ionopsis utricularioides  (Sw.) Lindl. (1826) - especie tipo ex. Ionopsis pulchella
- Ionopsis zebrina  Kraenzl. (1920)

## Sinonimia
- Iantha Hook., Exot. Fl. 2: t. 113 (1824).
- Cybelion Spreng., Syst. Veg. 3: 679 (1826).
- Jantha Steud., Nomencl. Bot., ed. 2, 1: 797 (1840), nom. inval.
- Konantzia Dodson & N.Williams, Phytologia 46: 387 (1980).[1]